# Epidemia di colera in Zimbabwe del 2008
L'epidemia di colera in Zimbabwe del 2008 si è sviluppata nello Zimbabwe a partire dall'agosto del 2008 e in seguito si è diffusa nelle regioni limitrofe dell'Africa subsahariana.

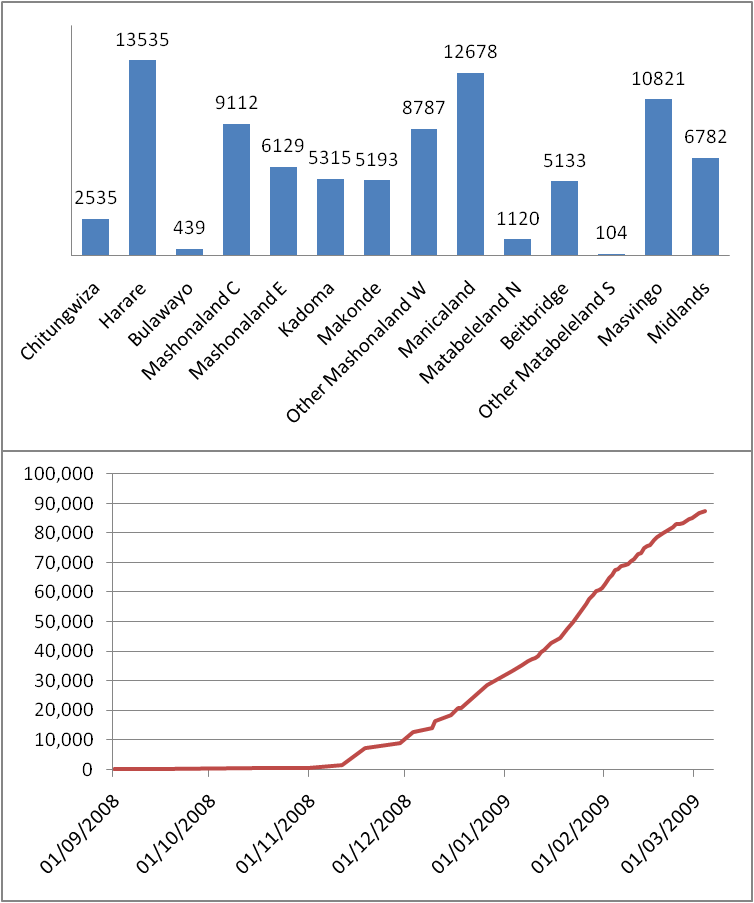
Casi totali di colera in Zimbabwe durante l'epidemia; istogramma per ciascun distretto, e grafico complessivo cronologico

## Cause
La causa principale dell'epidemia è da ricercarsi nel degrado delle infrastrutture igieniche e sanitarie dello Zimbabwe a seguito della crisi economica e dell'iperinflazione che hanno colpito il paese a partire dal 2006. Il collasso del sistema di acquedotti, delle fogne e dello smaltimento dei rifiuti, in concomitanza con l'arrivo della stagione delle piogge ha provocato la contaminazione delle riserve d'acqua con batteri fecali, da cui l'origine del contagio. La chiusura di molti ospedali, la mancanza di scorte adeguate di medicinali, e l'assenza di personale medico qualificato, altra conseguenza della crisi economica, non ha fatto che aggravare gli effetti dell'epidemia.
Di fronte all'impossibilità di arginare la crisi, il governo dello Zimbabwe ha dichiarato lo stato di emergenza nazionale il 4 dicembre 2008, chiedendo l'aiuto della comunità internazionale. L'Organizzazione Mondiale della Sanità mantiene al gennaio 2010 uno stretto monitoraggio sull'epidemia e sull'insorgenza di nuovi focolai di colera nel paese.

## Epidemiologia
Il primo caso riportato si è verificato il 27 agosto 2008 a Chitungwiza, una città dormitorio nel nord est dello Zimbabwe, colpendo inizialmente le aree rurali del paese. L'epidemia si è allargata ai centri urbani dello Zimbabwe intorno al dicembre del 2008, arrivando a colpire 60 distretti su 62 nell'agosto 2009. 
Successivamente il contagio si è diffuso anche in Zambia e Sudafrica (prime morti accertate nel dicembre 2008) Botswana (Dal dicembre 2008 ma nessun morto accertato), Malawi (Gennaio 2009), Repubblica Democratica del Congo (Febbraio 2009) e Mozambico (Marzo 2009).
A seguito dell'assenza di casi nel corso dei mesi di luglio e agosto 2009, le autorità hanno prematuramente proclamato la fine del contagio il 28 luglio 2009. Tuttavia, da questa data al 10 gennaio 2010, si sono verificati altri 149 casi, con la morte di altre 5 persone. Va precisato tuttavia che il colera è storicamente una malattia endemica dello Zimbabwe, infatti, nonostante l'epidemia si sia in seguito placata totalmente, continuano a registrarsi centinaia di casi all'anno, in Zimbabwe, della malattia intestinale.
Alla data del 10 gennaio 2010 si stimavano 98741 contagi e 4293 morti a causa del colera, la maggior parte dei quali verificatesi nello Zimbabwe (60055 contagi e 2928 morti accertati nel 2008, e 37806 contagi con 1912 morti nel 2009.)